# Fergana
Fergana (uzbecky Fargʻona/Фарғона, فەرغانە; tádžicky Фарғона, Farğona/Farƣona; persky فرغانه Farġāna/Farqâna; rusky Фергана́) je hlavní město Ferganské oblasti ve východním Uzbekistánu. Nachází se ve Ferganské kotlině asi 420 km východně od Taškentu, asi 75 km západně od Andižanu a méně než 20 km od hranice s Kyrgyzstánem.
Ačkoli je zdejší území obydlené již po tisíce let, moderní město bylo založeno až v roce 1876. K 1. červenci 2018 zde žilo 380 800 obyvatel.

## Historie

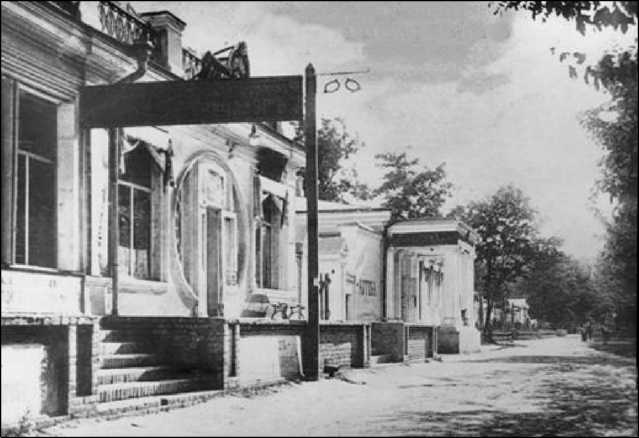
Gubernátorská ulice ve Ferganě v roce 1913

Fergana byla založena v roce 1876 jako posádkové město Ruského impéria a koloniální přívěsek městu Margilan, vzdálenému 22 km na severozápad, které podle legendy založil již Alexandr Veliký. Původně byla pojmenována Nový Margilan. V roce 1907 bylo město na počest prvního ruského vojenského guvernéra Ferganské kotliny generála Michaila Skobeljeva přejmenováno na Skobeljev. V roce 1924, když bolševici opětovně dobyli oblast, kterou dosud drželi vzbouření basmači, byl Skobeljev přejmenován podle provincie, jejímž byl střediskem, na Ferganu.
Průmyslová základna města se rozvinula ve 20. století. Vyrostly zde textilní závody a továrna na výrobu dusíkatých hnojiv. Průmyslový rozvoj Fergany částečně ovlivnila evakuace průmyslových závodů v období 2. světové války.

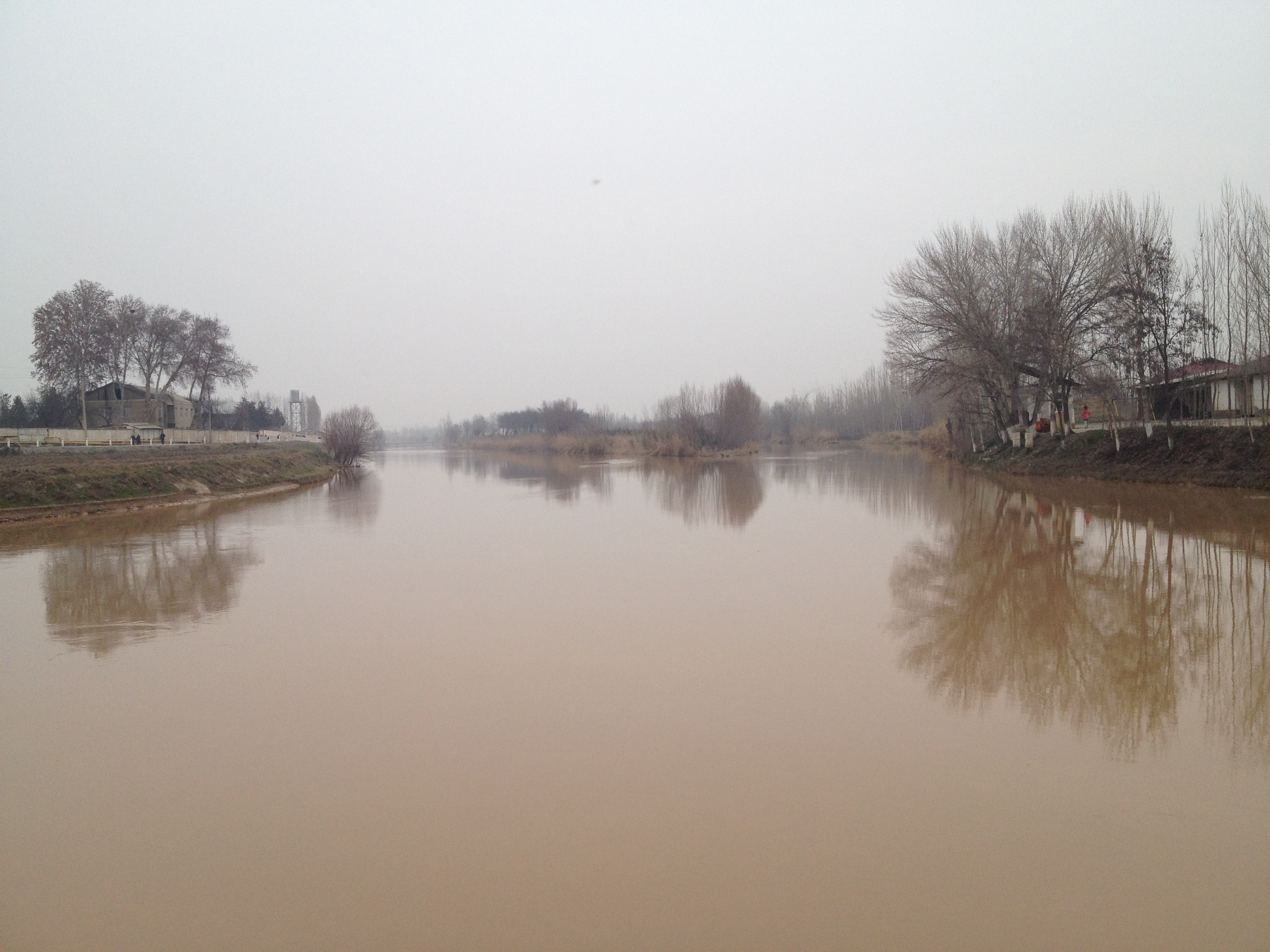
Velký ferganský kanál

Již od časů, kdy byla v roce 1908 nedaleko města postavena první ropná rafinerie ve Ferganské kotlině, se Fergana stala centrem produkce ropy v oblasti. Od té doby přibyla řada nových rafinerií a Fergana dnes patří k nejvýznamnějším střediskům rafinace ropy v Uzbekistánu. Základem pro výrobu hnojiv je zemní plyn, který do oblasti kotliny přivádí ze západního Uzbekistánu plynovod. Severní částí města prochází Velký ferganský kanál vybudovaný ve 30. letech téměř celý ručně. Dokončen byl v roce 1939. V průběhu stavby kanál i město často fotografoval známý ruský fotožurnalista Max Penson. Pomocí půjček od západních zemí dokáže Fergana modernizovat své rafinerie a snížit tak znečišťování ovzduší.